# На плесу
„На плесу” је југословенски ТВ филм из 1964. године. Режирао га је Марио Фанели а сценарио је написао Ивица Иванец

## Улоге
| Глумац        | Улога |
| ------------- | ----- |
| Божидар Бобан |       |